# Sabrina Fanchini
Sabrina Fanchini (* 17. August 1988 in Lovere) ist eine ehemalige italienische Skirennläuferin. Ihre stärksten Disziplinen waren der Slalom und der Riesenslalom. Ihre älteren Schwestern Elena und Nadia waren ebenfalls Skirennläuferinnen.

## Biografie
Fanchini fuhr im Dezember 2003 ihre ersten FIS-Rennen. Vordere Platzierungen blieben zunächst aber weitgehend aus, erst im Winter 2007/2008 konnte sie sich mehrmals unter den besten zehn platzieren. Den ersten Sieg in einem FIS-Rennen feierte sie am 2. März 2009 in der Abfahrt von Caspoggio. Im Winter 2007/2008 gewann sie ihre ersten Punkte im Europacup, doch vordere Platzierungen gelangen ihr auch in dieser Rennserie vorerst nicht. 2010 wurde sie Italienische Juniorenmeisterin im Slalom und hinter Camilla Borsotti Italienische Vizemeisterin in der Kombination.
Im Dezember 2010 erreichte Fanchini im Slalom von Gressoney und im Riesenslalom von Limone Piemonte erstmals Top-10-Resultate im Europacup, worauf sie am 21. Dezember desselben Jahres im Slalom von Courchevel zum ersten Mal im Weltcup zum Einsatz kam. Mit dem 28. Platz gewann sie auf Anhieb die ersten Weltcuppunkte. Wenig später erzielte sie mit zwei 26. Plätzen in den Slaloms von Semmering und Zagreb ihre bis dahin besten Ergebnisse im Weltcup. Nachdem diesen 26. Plätzen mehrere Ausfälle gefolgt waren, und sie vorerst in keinem weiteren Weltcuprennen punkten konnte, erreichte sie am 28. Dezember 2011 überraschend den achten Platz im Riesenslalom von Lienz. An dieses Ergebnis konnte Fanchini nicht mehr anschließen. Ihr zweitbestes Weltcupresultat im Winter 2011/12 war ein 20. Platz im Riesenslalom von Åre. Die folgende Saison 2012/2013 war für Fanchini schon früh zu Ende, nachdem sie am 26. November bei einem Sturz im Nor-Am-Slalom von Loveland einen Kreuzbandriss im linken Knie erlitten hatte.
Im Juni 2016 trat sie zurück.

## Erfolge

### Weltcup
- 1 Platzierung unter den besten zehn

### Europacup
- Saison 2011/12: 8. Riesenslalomwertung
- 1 Podestplatz

### Weitere Erfolge
- Italienische Vizemeisterin in der Kombination 2010
- 1 Sieg im South American Cup
- 5 Siege in FIS-Rennen